# 9333 Hiraimasa
9333 Hiraimasa è un asteroide della fascia principale. Scoperto nel 1990, presenta un'orbita caratterizzata da un semiasse maggiore pari a 2,5817582 UA e da un'eccentricità di 0,1749828, inclinata di 17,11210° rispetto all'eclittica.